# Halldor Stenevik
Halldor Stenevik (Austevoll, 2000. február 2. –) norvég korosztályos válogatott labdarúgó, a Strømsgodset csatárja.

## Pályafutása

### Klubcsapatokban
Stenevik a norvégiai Austevollban született. 
2015-ben mutatkozott be a Fyllingsdalen felnőtt csapatában. 2016-ban átigazolt az első osztályban szereplő Brannhoz, ahol összesen két mérkőzésen lépett csak pályára. A 2017-es és 2018-as szezonban a Nest-Sotra csapatában szerepelt kölcsönben. 
2019. január 12-én a Strømsgodset együtteséhez szerződött. Először a 2019. május 5-ei, Odd elleni mérkőzésen a 88. percben Nicholas Mickelson cseréjeként lépett pályára. A 2019-es szezon második felében kölcsönjátékosként a Sogndal csapatát erősítette. Első gólját 2021. június 13-án, a Rosenborg ellen 2–1-re megnyert mérkőzésen szerezte.

### A válogatottban
2021-ben mutatkozott be a norvég U21-es válogatottban. Először 2021. október 8-án, Horvátország ellen 3–2-re elvesztett EB-selejtezőn a 79. percben Noah Jean Holm cseréjeként lépett pályára.

## Statisztikák
2022. szeptember 18. szerint
| Klub                    | Szezon   | Osztály     | Bajnokság | Bajnokság | Kupa  | Kupa | Nemzetközi | Nemzetközi | Összesen | Összesen |
| Klub                    | Szezon   | Osztály     | Meccs     | Gól       | Meccs | Gól  | Meccs      | Gól        | Meccs    | Gól      |
| ----------------------- | -------- | ----------- | --------- | --------- | ----- | ---- | ---------- | ---------- | -------- | -------- |
| Brann                   | 2016     | Tippeligaen | 2         | 0         | 0     | 0    | 2          | 0          | 2        | 0        |
| Brann                   | 2017     | Tippeligaen | 0         | 0         | 1     | 1    | 0          | 0          | 1        | 1        |
| Brann                   | Összesen | Összesen    | 2         | 0         | 1     | 1    | 2          | 0          | 4        | 1        |
| Nest-Sotra (kölcsönben) | 2017     | divisjon 2. | 11        | 1         | 0     | 0    | 0          | 0          | 11       | 1        |
| Nest-Sotra (kölcsönben) | 2018     | OBOS-ligaen | 9         | 2         | 2     | 0    | 0          | 0          | 11       | 2        |
| Nest-Sotra (kölcsönben) | Összesen | Összesen    | 20        | 3         | 2     | 0    | 0          | 0          | 22       | 3        |
| Strømsgodset            | 2019     | Eliteserien | 3         | 0         | 1     | 0    | —          | —          | 4        | 0        |
| Strømsgodset            | 2020     | Eliteserien | 22        | 0         | 0     | 0    | —          | —          | 22       | 0        |
| Strømsgodset            | 2021     | Eliteserien | 29        | 2         | 1     | 1    | —          | —          | 30       | 3        |
| Strømsgodset            | 2022     | Eliteserien | 21        | 0         | 1     | 0    | —          | —          | 22       | 0        |
| Strømsgodset            | Összesen | Összesen    | 75        | 2         | 3     | 1    | 0          | 0          | 78       | 3        |
| Sogndal (kölcsönben)    | 2019     | OBOS-ligaen | 1         | 0         | 0     | 0    | —          | —          | 1        | 0        |
| Összesen                | Összesen | Összesen    | 98        | 5         | 6     | 2    | 2          | 0          | 106      | 7        |

## Fordítás
Ez a szócikk részben vagy egészben  a   Halldor Stenevik című angol Wikipédia-szócikk fordításán alapul.  Az eredeti cikk szerkesztőit annak laptörténete sorolja fel. Ez a jelzés csupán a megfogalmazás eredetét és a szerzői jogokat jelzi, nem szolgál a cikkben szereplő információk forrásmegjelöléseként.